# Herenije Modestin
Herenije Modestin, latinski Herennius Modestinus je bio poslednji rimski pravnik iz doba klasičnog rimskog prava. Poreklom je iz Dalmacije. Bio je Ulpijanov učenik, a obavljao je visoke upravne funkcije u Rimu (praefectus vigilum tokom 244) i u provinciji Dalmaciji.
Zakonom o citiranju (lex citationis)  donetim 426. godine  za vreme cara Valentijana III propisano je da se mogu prmenjivati samo dela petorice rimskih pravnika koji čine takozvani Senat mrtvih čiji je Modestin bio član.

## Radovi
Modestin je napisao veliku zbirku Responsa u 19 knjiga, djelo Differentiae (tj. sporna pitanja, u 9 knjiga), Regulae u 10 knjiga. Takođe je napisao Pandectae u 12 knjiga i veći broj monografija (o naslednom pravu, kaznama, braku itd.). Pisao je pretežno na grčkom jeziku jednostavnim stilom.
Ostao je poznat po svojoj definiciji braka koja glasi: "Nuptie sunt coniunctio maris et feminae et consortium omnis vitae, divini et humani iuris communicatio" (Brak je odnos muža i žene, zajednica svih oblika života, ustanova božanskog i ljudskog prava).